# ГЕС Недре-Неа
ГЕС Недре-Неа — гідроелектростанція у центральній частині Норвегії, за пів сотні кілометрів на південний схід від Тронгейма. Розташована між ГЕС Gresslifoss (25 МВт, вище по течії) та ГЕС Братсберг, входить до складу гідровузла, який використовує ресурс із річки Неа (у нижній течії — Ніделв), котра бере свій початок у Швеції та в тільки що згаданому місті впадає до Тронгейм-фіорду.
У 1962 році на Неа ввели в експлуатацію ГЕС Hegsetfoss потужністю 32 МВт, для чого річку перекрили бетонною арковою греблею висотою 50 метрів. Вона утворила водосховище з припустимим коливанням рівня між позначками 252 та 258 метрів НРМ та корисним об'ємом 4 млн м3, з якого під правобережним масивом проклали дериваційний тунель довжиною 10 км. Така схема забезпечувала роботу з напором у 72 метри, а її машинний зал знаходився на два десятки кілометрів вище від впадіння Неа до великого озера Selbusjo.
За чверть століття по тому вирішили ефективніше використати гідроенергетичний потенціал ділянки між згаданими вище греблею Hegset та озером. Для цього підвідний тунель станції Hegsetfoss розширили, збільшивши перетин з 34 м2 до 73 м2, та незадовго до його завершення облаштували сполучення з підземним машинним залом нової станції Недре-Неа. Тут встановили одну турбіну типу Френсіс потужністю 67 МВт, відпрацьована якою вода прямує по відвідному тунелю ще 9 км, перш ніж потрапити до Неа за десяток кілометрів від впадіння до Selbusjo. Така схема дозволила створити напір у 96 метрів, після чого використання ГЕС Hegsetfoss звелось до епізодичного — за рік Недре-Неа виробляє 405 млн кВт·год електроенергії, тоді як стара станція лише 25 млн кВт·год.